# Abalo de crédito
Abalo de crédito é a perda da credibilidade imputada a alguém em seus negócios. Vem do latim, advallare, ad e vallare, de vallis, vale, significando lançar-se ao vale, enfraquecer, tornar duvidoso.
O abalo de crédito ocorre quando se torna duvidosa a capacidade do imputado para saldar seus débitos. Quando este abalo ocorre originado em falsa notícia resulta em responsabilidade de indenização por parte de quem deu início a noticia da falta de capacidade.